# 菲奥拉诺卡纳韦塞
菲奥拉诺卡纳韦塞（意大利语：Fiorano Canavese），是意大利北部皮埃蒙特大区都灵省的一个市镇。总面积4.3平方公里，总人口859，人口密度199.8人/平方公里（2010年12月31日）。